# Wu-ti (Chan)
Wu-ti (čínsky pchin-jinem Wǔdì, znaky zjednodušené 武帝, tradiční 武帝; 156 – 87 př. n. l.), vlastním jménem Liou Čche (čínsky pchin-jinem Liú Chè, znaky zjednodušené 刘彻, tradiční 劉徹), plným posmrtným jménem Siao-wu-ti (čínsky pchin-jinem Xiàowǔdì, znaky zjednodušené 孝武帝, tradiční 孝武帝 byl sedmý císař dynastie Chan, vládnoucí v letech 141–87 př. n. l. Vládl mimořádně dlouho – 54 let. Během jeho panování říše Chan získala nová území, císař vybudoval silný centralizovaný stát prostřednictvím omezením moci lenních knížat a reorganizace správy ideologicky podepřené konfucianismem, který se stal státní ideologií.

## Vláda
Rozsah říše Chan dosáhl za vlády Wu-tiho vrcholu – na ve stepích severně od Číny bojovaly chanské armády se Siung-nu. Při hledání spojenců proti nim císař vyslal poselsvo k Tocharům (Jüe-č’ům) žijícím ve střední Asii, aliance sice uzavřena nebyla, nicméně obchod se střední Asií kvetl. na jihu chanské armády dobyly země kmenů Min-jüe a Nan-jüe ve Fu-ťienu, Kuang-tungu, Kuang-si a severním Vietnamu. Na východě si Wu-ti podrobil Koreu. Finanční náročnost vojenských výbojů přinesla nutnost reforem státních financí, daně byly zvýšeny, zaveden státní monopol na prodej soli a železa. Císař podporoval i kulturu, za jeho vlády se rozvíjela poezie a hudba.
Zatímco jeho předchůdci sympatizovali s taoismem, Wu-ti vládl pomocí konfuciánských a legistických postupů a učinil konfuciánství státní ideologií. Na návrh Tung Čung-šua a Kung-sun Chunga zřídil Vysoké učení Tchaj-süe, kde budoucí úředníci, nadaní muži vybíraní regionálními úřady, studovali knihy konfuciánského kánonu. Osobně však císař věřil v taoismus směru Chuang-Lao, ve svých pozdějších letech se zaměřil zejména na hledání nesmrtelnosti. Podezřívavost císaře však vyústila v hony na čarodějníky, kterým roku 91 př. n. l. padlo za oběť na deset tisíc lidí.